# معركة ساموجاره
كانت معركة ساموجاره، Jang-e-Samugarh (29 مايو 1658م)، معركة حاسمة في الصراع على العرش أثناء حرب خلافة مغول الهند (1658–1659 م) بين أبناء إمبراطور مغول الهند شاه جهان بعد مرض الإمبراطور الخطير في سبتمبر 1657م. دارت معركة ساموجاره بين أبنائه دارا شكوه (الابن الأكبر والوريث الظاهر) وشقيقيه الأصغر أورنكزيب ومراد بخش (أبناء شاه جهان الثالث والرابع) لتحديد من سيكون وريث العرش بعد والدهم.
بدأ دارا شكوه في التراجع نحو ساموغاره، حوالي 10 أميال (16 كم) شرق أغرا، الهند، جنوب نهر جمنة، بعد أن هزم أورنكزيب قوات دارا شيكوه خلال معركة دارمات. ثم قام أورنكزيب وجيشه الأصغر ولكن الهائل بإحاطة خط دارا المحصن على طول نهر تشامبال من خلال العثور على معقل غير معروف وغير خاضع للحراسة. دارت المعركة خلال الموسم الأكثر دفئًا في شمال الهند، وكان رجال أورنكزيب في مسيرة لفترة طويلة جدًا. وصل جيش أورنكزيب بالرايات والأعلام الصفراء وحصن موقعه أمام الوريث الظاهر. ثم حاول دارا شكوه حماية جناحه الخلفي من خلال إقامة خيام حمراء ضخمة ولافتات.

## الاستعدادات

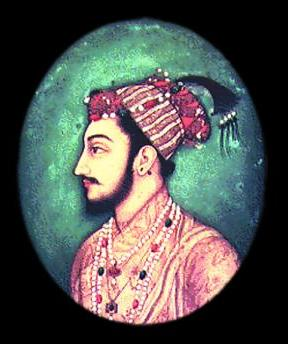
دارا شيكوه

أمر دارا شكوه مدافعه الكبيرة من حصن جايجره بأن يتم ربطها ببعضها البعض (مما يحد من قدرتها على الحركة)، تم وضع زامبوراك المسلح ببنادق دوارة خلف المدافع وسباهي مشاة مسلحين بالمسكيت دافعوا عن كل من المدافع والزامبوراك (اعتمد أورنكزيب أيضًا هذه المناورة). ومع ذلك، فإن جنرال مغول الهند ذو الخبرة والإنجاز مير جوملا الثاني، وضع مدافع خفية في مواقع إستراتيجية عبر ساحة المعركة ليؤكد لأورنكزيب نجاح الهجمات المفاجئة.
كان كل من أورنكزيب ودارا شكوه جالسين على هودج فيل ومسلحين بـبندقية الفتيل. كان الجناح الأيسر المتطرف لأورنكزيب بقيادة أخوه مراد بخش ونخبته من فرسان (Sowars)، وكان باقي الجيش تحت قيادة أورنكزيب والجنرال الإمبراطوري المساعد مير جوملا الثاني، تم تعيين مرشد قولي خان في منصب مير أتيش (قائد المدفعية). من ناحية أخرى، قسم دارا شيكوه جيشه الضخم، وكان يمينه المتطرف تحت قيادة راو راجا تشاتار سال من بوندي، وكان يمينه الرئيسي بقيادة رستم خان الدكني الذي عينه شاه جهان جيدًا، وكانت نخبة فرسان (Sowars) يقودها خليل الله خان القائد الأوزبكي، علاوة على ذلك دارا شيكوه كان ينتظر وصول ابنه سليمان شيكوه قائد كتيبته المقدرة بـ 40.000.

## المعركة

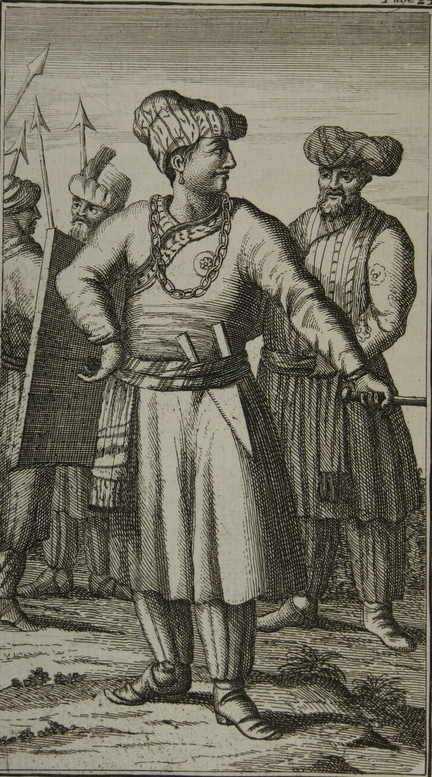
أورنكزيب مع الجنود

بدأت المعركة عندما أمر دارا شيكوه مدافعه ببدء إطلاق النار باتجاه جيش أورنكزيب. في النهاية بدأ الطرفان في إطلاق الضربات الطائرة ضد بعضهما البعض. وكان لا بد من تأجيل قصفهم المدفعي بسبب هطول الأمطار لفترة وجيزة. عندما خمدت الأمطار، استأنف كلا الجانبين إطلاق النار. غاضبًا من نيران المدفع، بدأ مراد بخش وفرسانه Sowars هجومًا سريعًا في أقصى الجانب الأيمن من دارا شيكوه، بقيادة تشاتار سال، دون أوامر أورنكزيب. يُعتقد أن مراد بخش كان عدوًا لدودًا لشاتار سال. لقد قاتل كلاهما بضراوة في ساحة المعركة حيث أهلك كل من فرسان Sowars مراد بخش ومحاربو الراجبوت تشاتار سال بعضهم البعض. رفض خليل الله خان مساعدة الراجبوت وبدلاً من ذلك وجه قواته لحماية دارا شيكوه. خوفًا من الانهيار الوشيك لـ تشاتار سال والراجبوت أقصى اليمين، قاد رستم خان الدكني هجومًا هائلًا على فرسان Sowar باتجاه المدفع أمام أورنكزيب، في محاولته للجنح ومهاجمة مراد بخش من الخلف. لكن جهوده قوبلت بنيران مدفع شرسة من قبل أورنكزيب التي تسببت في النهاية في مقتل رستم خان الدكَني والعديد من فرسان Sowars دارا شيكوه الأكثر أهمية. في هذه الأثناء، يُعتقد أن مراد بخش قتل قائد الراجبوت الثاني رام سينغ راوتيلا (راجا راوتيلا) بإطلاق سهم من قوسه المركب. من المعروف أن السهم اخترق عمامة رام سينغ راوتيلا وجعل راجبوت في النهاية بلا قيادة في ساحة المعركة.
عندما أُبلغ دارا شيكوه بوفاة شاتار سال،  وانهيار مشاة راجبوت وفرسان الدكن، دفع على الفور نحو مساعدتهم جنبًا إلى جنب مع خليل الله خان في محاولة لهزيمة مراد بخش المصاب. لكن دارا شيكوه واجه قصفًا عنيفًا بمدفع أمام أورنكزيب، حتى أن القصف شق طريقه إلى جبهة مدفع دارا شيكوه مما تسبب في فوضى كبيرة بين صفوفه. بسبب قصف أورنكزيب العنيف، قرر دارا شيكوه الانضمام إلى خليل الله خان في سلاح الفرسان. تم تحديد نتيجة المعركة عندما نزل دارا شيكوه من الفيل الخاص به في أكثر اللحظات أهمية في المعركة، ثم هرب الفيل بسرعة من ساحة المعركة. كان الفيل الهارب دليلاً كافياً لقوات دارا شيكوه الذين أخطأوا الظن في هذا الحدث للإشارة إلى وفاته. استسلم الآلاف من قوات دارا شيكوه لأورنكزيب عندما عزفت فرقة عسكرية مغول الهند لأورنكزيب قصيدة النصر. هرب العديد من السباهي وفرسان Sowars فقط لأداء قسم الولاء لأورنكزيب في وقت لاحق.

## استنتاج

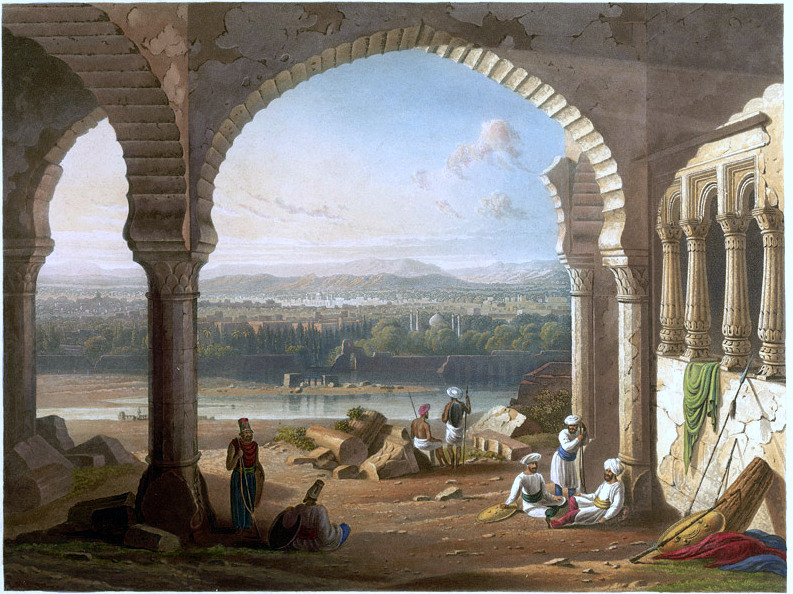
السباهي الموالين لسلطان مغول الهند أورنكزيب يحافظون على مواقعهم حول أغرا، في عام 1658. - بقلم ويليام بورسر

على الرغم من أن دارا شيكوه كان أقوى رجل في سلطنة مغول الهند بعد والده شاه جهان، إلا أنه لم يكن يعرف سوى القليل عن فن الحرب والقيادة العسكرية. انهار جيشه غير المحكم في النهاية، بل إنه رفض مساعدة بعضه البعض. كان الهجوم الشرس الذي شنه مراد بكش ناجحًا للغاية، رغم أنه أصيب في النهاية وقتل حصانه. على الرغم من كونه مدعوماً ومحاطًا بـ الراجبوت وفرسان (Sowars) الدكن، تمكن مراد بخش من حماية نفسه وفرسانه Sowars حتى نهاية المعركة. ومن المعروف أيضًا أنه قتل راجا راوتيلا من خلال مهاراته في الرماية. عندما انتهت المعركة هرب دارا شيكوه وخليل الله خان باتجاه سليمان شيكوه وأُعلن أورنكزيب سلطان مغول الهند الجديد.
ثم سار أورنكزيب إلى أغرا التي حاصرها، ولكن لم يستسلم والده أخيرًا حتى أغلق إمدادات المياه في المدينة. سرعان ما سُجن شاه جيهان في قلعة أغرا. في وقت لاحق أقسم خليل الله خان قسم الولاء لأورنكزيب باعتباره مانسابدار. في النهاية تم القبض على كل من دارا شيكوه وسليمان شيكوه من قبل الأفغاني مالك جيوان خان، وتم تسليمهما إلى أورنكزيب.  تم عرض دارا شيكيوه في شوارع أغرا وأعلن لاحقًا أنه «غير مسلم» خلال حملة قام بها أورنكزيب بسبب اتباع دارا شيكوه للدين الإلهي وعلاقته مع السيخ. تم إعدامه فيما بعد مع ابنه سليمان شيكوه. لكن مشاكل أورنكزيب لم تنته حتى عام 1659، عندما اندلعت معركة شرسة أخرى بين أورنكزيب وأخيه الأكبر شاه شجاع خلال معركة خاجوه.